# Koninklijk bezoek aan Zuid-Holland (november 2005)

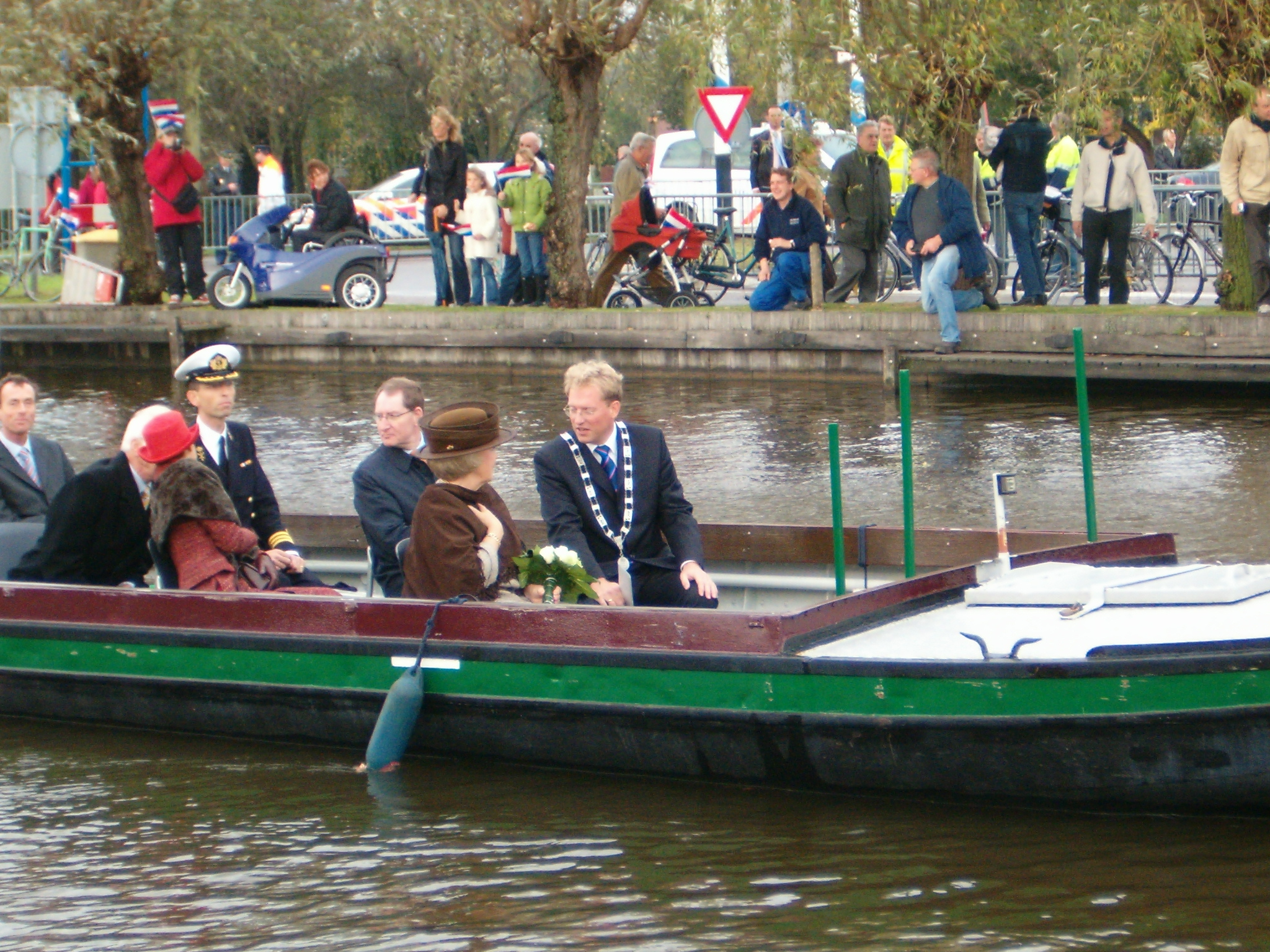
Koningin Beatrix in Schipluiden

In het kader van het 25-jarig regeringsjubileum van koningin Beatrix bezocht zij op 11 november 2005 de gemeenten Midden-Delfland en Westland in de provincie Zuid-Holland. Het was het laatste bezoek in haar serie bezoeken in de provincies van Nederland. Eerst bezocht ze de bloemenveiling in Naaldwijk, waarna ze afreisde naar het dorp 't Woudt. Vervolgens maakte ze een vaartocht over de Gaag, om in Schipluiden het toneelstuk Turandot bij te wonen.